# Dinamo (stanice metra v Jekatěrinburgu)
Dinamo (rusky Динамо) je stanice na první lince jekatěrinburského metra. 

## Charakteristika
Stanice je jednolodní petrohradského typu, kdy kolejová zeď je obložena mramorem a podlaha žulou.
Stanice obsahuje jeden vestibul, který je spojen s nástupištěm eskalátory. Východy ústí na parkoviště poblíž stadionu Uraločka.